# Episodi di Squadra Speciale Cobra 11 (ventottesima stagione)
La ventottesima stagione della serie televisiva Squadra Speciale Cobra 11 è ancora inedita in Germania. In Italia andrà in onda su Rai 2 da martedì 19 agosto 2025.
| n | Titolo originale        | Titolo Italiano | Prima TV Germania | Prima TV Italia   |
| - | ----------------------- | --------------- | ----------------- | ----------------- |
| 1 | Die Jägerin / Die Falle | La cacciatrice  | inedito           | 19 agosto 2025    |
| 2 | Bedingungslos           |                 | inedito           | 29 agosto 2025    |
| 3 | Sterbensschön           |                 | inedito           | 1° settembre 2025 |